# スネール

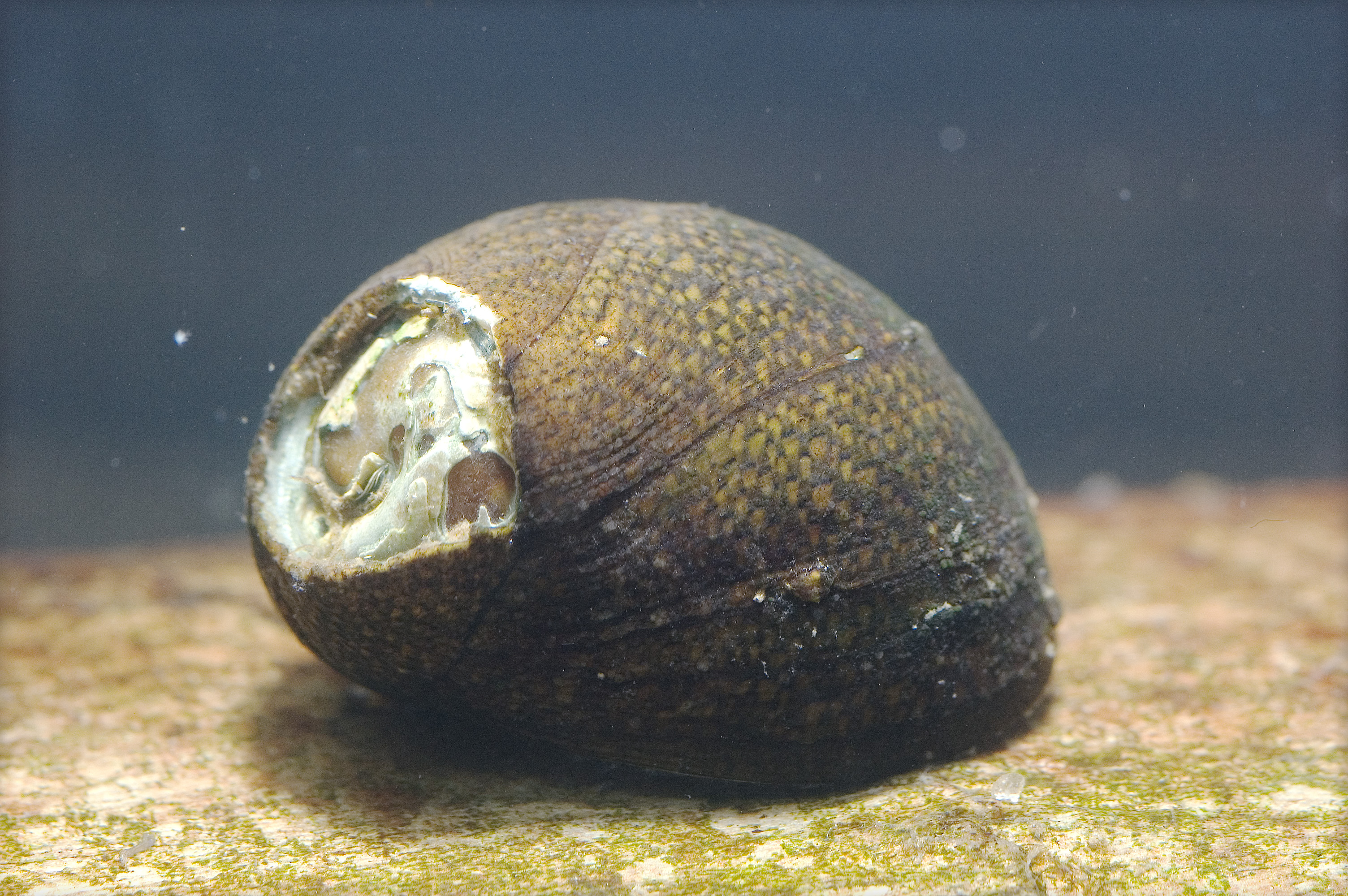
イシマキガイ

スネールは、カタツムリまたは巻貝を表す英単語"snail"のカナ読みである。ただし日本の生物飼育分野においては、水槽のタンクメイトとして投入する、或いは観賞魚用水槽に意図せずして混入した巻貝を指すことが多い。
意図せず混入するものは、外部からの水草や石に付着して水槽に入り込む。成貝がいないことを視認していても、卵が付着していたり、水に卵や幼生が混入していることがある。

## 種類
生物飼育における用語として、一般的にスネールと呼称されるのはモノアラガイ、サカマキガイ、レッドラムズホーン、タニシ、スクミリンゴガイ（ゴールデンアップル等）、カワコザラガイ、イシマキガイ、アンモナイトスネイル（古代貝・ホルンスネール等）などである。

## メリット・デメリット
スネールの有益な点は、水草の葉面やガラス面に付着したコケ類、及び水槽内に残った糞や餌の残り等を食べてくれること、ある程度の水質改善などに効果があることなどである。弱酸性の水質に維持された水槽であれば繁殖の速度も鈍く、水槽内の生態系サイクルに有益な面だけを利用することが出来る。イシマキガイとその近縁種では幼生が海水域で育つため水槽内では増殖することがなく、有益面を最大限に利用できるため人気も高い。
意図しない混入は、水草の食害、あるいは糞や貝殻が発するカルシウム分過多による水質悪化などが起こるため概ね忌避される。サカマキガイやカワコザラガイでは強い繁殖力も問題となり、水槽の見た目を損ねるとされる。これらの巻貝は「水槽のゴキブリ」等と呼ぶ人もおり、水槽関係の書籍やインターネット等では駆除に関する記述が数多く展開されている。